# Protoschwenkia
Protoschwenkia,  je monotipski rod cvjetnica koje pripadaju porodicii Solanaceae i tribusu Browallieae, dio potporodice Cestroideae. Rod je prvi puta opisan u Berichte der Deutschen Botanischen Gesellschaft 16: 243. 1898.
Jedina vrsta je P. mandonii, Izvorno područje ove vrste je Bolivija. To je polugrm i prvenstveno raste u suptropskom biomu.

## Sinonimi
- Schwenckia mandonii (Soler.) Rusby in Bull. New York Bot. Gard. 4: 426 (1907)
- Schwenkiopsis herzogii Dammer in Meded. Rijks-Herb. 29: 31 (1916)